# Everywhere at the End of Time
| Recensione     | Giudizio                    |
| -------------- | --------------------------- |
| Ondarock       | 7 (Stage 1) 8 (Stage 6)     |
| Pitchfork      | 7.3 (Stage 1) 7.9 (Stage 4) |
| Tiny Mix Tapes | (Stage 1) · (Stage 4)       |

Everywhere at the End of Time, letteralmente "dappertutto alla fine dei tempi" è un progetto musicale del musicista britannico The Caretaker (pseudonimo di Leyland Kirby) suddiviso in 6 album e pubblicato tra il 2016 e il 2019.
Nell’annunciare l’album, Kirby ha dichiarato che al suo alter ego immaginario, appunto "The Caretaker", era stata diagnosticata una forma di demenza. Il progetto è suddiviso in vari stage (o stadi) corrispondenti al graduale peggioramento del suo stato di salute, dai primi stadi della malattia fino alla morte. A dimostrazione di ciò, la sesta parte del progetto è l’ultimo album di Kirby sotto lo pseudonimo di "The Caretaker", impiegato per vent'anni.
Per la produzione degli album Kirby si è documentato sulla malattia, facendo in modo che i brani ne rispecchiassero i sintomi. I sei album contengono campionamenti di orchestre jazz degli anni venti e trenta presi da 78 giri e cilindri fonografici. Per rendere l’avanzamento della malattia, parti dei primi brani vengono progressivamente rimaneggiate e distorte fino a risultare completamente diverse dall’originale. In questo modo, la musica rappresenterebbe la mente che non riesce più a processare e richiamare i ricordi, rendendo "infernali" le esperienze più serene.
Ogni stage risulta quindi più confusionario del precedente, richiamando allo stesso tempo i brani già sentiti, in modo da rappresentare la difficoltà della mente a rievocare i ricordi.
Per rappresentare il progresso della malattia, i sei album sono stati rilasciati nell’arco di tre anni, uno ogni 6 mesi dal 2016 al 2019.

## Antefatti – lavori precedenti
Lo pseudonimo di Kirby si ispira al personaggio del custode (caretaker in inglese) interpretato da Jack Nicholson nel film Shining. La musica di questo e dei precedenti progetti consiste in gran parte di campionamenti di musica jazz da sala, come a richiamare la scena finale nella sala da ballo dell'Overlook Hotel con cui si conclude appunto il film Shining.
Il progetto "The Caretaker" inizia nel 1999 con la "Haunted ballroom trilogy" composta dai tre album musicali Selected memories from the haunted ballroom, ispirato dall’ultima scena del film Shining, A stairway to the stars e We'll all go riding on a rainbow. I primi lavori come The Caretaker consistevano in campionamenti di big band degli anni trenta e brani corali che, modificati con diversi effetti, restituivano uno "stile musicale spettrale". In seguito Kirby si concentrerà sul tema della memoria e dei ricordi. Di questo filone fa parte l'album Theoretically pure anterograde amnesia (2006), la cui musica rappresenta l’impossibilità della mente a formare nuovi ricordi. Allo stesso tempo la musica diventa più complessa rispetto ai lavori precedenti.
Del 2011 è invece il progetto An empty bliss beyond this world, in cui il tema principale è il rapporto tra memoria e musica, e in particolare l’effetto benefico che la musica avrebbe sui malati di Alzheimer e demenza senile. Il lavoro è stato ispirato da uno stadio dell’Alzheimer in cui il malato non è più cosciente di avere un problema. Anche qui vengono usati campionamenti degli anni trenta per creare dei loop che si ripetono senza sosta. Kirby sceglie, in questo e nei successivi lavori, di lasciare in sottofondo il fruscio e lo scricchiolio dei vinili e degli altri supporti da cui campiona la musica.
L’ultimo lavoro prima di Everywhere at the end of time è stata la colonna sonora del film-documentario Patience (after Sebald), risalente al 2012.

## Descrizione degli album
Nel complesso, il progetto può essere considerato il seguito di An empty bliss beyond this world, che già trattava il tema della perdita di memoria. Kirby non aveva altri piani come The Caretaker, ma considerato il successo per Empty bliss, ha deciso di completare l’opera e rappresentare in musica gli stadi della demenza. Ogni album, eccetto il sesto, è accompagnato dalle note dell’autore, che servono a capire il punto della malattia che la musica rappresenta e quali sono le sensazioni del paziente, "interpretato" proprio da The Caretaker.

### Stage 1
Il primo album è stato pubblicato il 22 settembre 2016 sulla pagina Bandcamp dell’autore e viene descritto dallo stesso come "un bellissimo sogno ad occhi aperti" in cui i segni della malattia non si sono manifestati.
L’album è realizzato con campionamenti "integri" (non modificati), ma in bassa fedeltà, in quanto questo è uno stadio in cui la malattia è allo stadio primordiale. Stage 1 è lo stadio dei primi sintomi: il malato riesce a richiamare i propri ricordi ma lo fa con malinconia, sapendo che la malattia andrà a degenerare con il tempo. Questo album, come i successivi due, sono molto simili a An empty bliss beyond this world. Stage 1 è considerato molto accessibile rispetto ai lavori precedenti, in quanto caratterizzato da un’organizzazione delle parti piacevole e confortante. In questo stadio il malato riesce a ricordare facilmente, perciò la musica risulta facile da ascoltare. Anche il fruscio dei vinili non è disturbante. Nel primo pezzo (It’s just a burning memory) viene campionato il brano Heartaches di Al Bowlly che verrà riproposto negli stage successivi.
Slighty bewildered è un lieve accenno ai primi sintomi di perdita di memoria.
Titoli come Childishly fresh eyes, Late afternoon drifting, The loves of my entire life, contribuiscono all’obiettivo di rappresentare una fase di calma e tranquillità.
L'ultimo brano, My heart will stop in joy è una grandiosa ballata di ottoni con una melodia trionfante.

### Stage 2
In questo stadio della malattia, il paziente capisce che c’è qualcosa che non va e si rifiuta di accettarlo; inoltre i ricordi, che già fa fatica a richiamare, risultano degradati. In quest’album le melodie sono meno lineari e i brani diventano più lunghi e lenti (eccezion fatta per Last moments of pure recall) ma sono evidenti i segni di logoramento della malattia che si riflettono sulla musica. A differenza del primo album, infatti, l’autore decide di operare più tagli sugli originali e avere una qualità di audio ancora più "sporca", mantenendo e amplificando i rumori di sottofondo.
Il primo brano A losing battle is ranging è una transizione tra lo stadio 1 e lo stadio 2 presentando una melodia coerente con un forte rumore di sottofondo, la quale sfuma verso la fine.
Nel brano What does it matter how my heart breaks viene riproposto il tema di Heartaches ma a un tempo più lento. I titoli rispecchiano lo stato del paziente e le sue sensazioni: Glimpses of hope in trying time, Last moment of pure recall e Denial unravelling, ci dicono che il malato inizia a capire che c’è qualcosa di sbagliato e non riesce a ignorare la cosa. Invece, brani come Quiet dusk coming early e Surrending to depair fanno percepire lo sconforto e il dolore del malato.
L'ultima traccia, The way ahead feels lonely, è la triste consapevolezza di ciò che il malato dovrà affrontare.

### Stage 3
In questo stadio, il paziente vive gli ultimi momenti di coerenza prima della confusione totale. Il flusso musicale è più confuso e ingarbugliato. I ricordi diventano disturbati, isolati, spezzati e distanti.
Quest’album è considerato dall’autore il più simile a An empty bliss beyond this world in quanto il paziente comincia a non rendersi più conto di avere una malattia e fa fatica a ricordare i momenti passati. La musica risulta confusa, sincopata e disturbata.
Le musiche delle big band sono più ovattate e convivono con costanti rumori statici.
Nei brani vengono riproposte alcune melodie dell’album An empty bliss beyond this world, trattate con effetti di delay e con rumori bianchi di sottofondo, che vengono interrotte dopo pochi minuti.
La traccia di apertura, Back there Benjamin la quale prende il tema da Goodnight my beatiful di Russ Morgan, presenta echi e distorsioni che fanno percepire uno stato di disordine e angoscia del malato.
A differenza degli stage precedenti, i brani non sfumano più lentamente ma vengono interrotti in modo brusco. Anche i titoli cambiano, venendo combinati con i brani delle fasi precedenti con quelli di An empty bliss beyond this world. Alcuni esempi sono le tracce Sublime beyond loss, Libet’s delay, An empty bliss beyond this world e Internal bewildered world. Quest'ultima è per lo più un mormorio in cui sono appena udibili le note riprodotte. La traccia And heart breaks ripropone in modo più malinconico la versione di Heartaches di Al Bowlly in cui il riverbero fa sì che gli strumenti "collassino" l’uno sull’altro, fino a risultare quasi un rumore statico.
Burning despair does ache e Aching cavern without lucidity, le quali prendono il tema di Heartaches, presentano echi e riverberi che coprono la melodia rendendola irriconoscibile.
La traccia finale dell’album, Mornful camaraderie, ripropone ancora una volta il tema di Heartaches appena riconoscibile rappresentando gli ultimi ricordi, ormai confusi e contorti, prima che lo stato di consapevolezza finisca.

### Stage 4
Lo stage 4 rappresenta il primo dei tre stati della "post-consapevolezza", in cui il paziente non è più capace di ricordare eventi passati senza provare un senso di confusione e terrore: i ricordi diventano sbiaditi, si aggrovigliano e si ripetono senza logica.
A differenza dei tre album precedenti, che erano comparabili a progetti passati di The Caretaker, questo rappresenta una novità per quanto riguarda idee e suoni. 
I tre stage precedenti erano necessari per arrivare a questo punto. Lo stesso Kirby ha affermato che il progetto "riguardava più la seconda metà che la prima".
La musica è caratterizzata da frammenti di melodie, pesantemente modificate, e ripetute distorsioni che risultano in rumori caotici e ingarbugliati.
Mentre nei precedenti album i rumori di sottofondo erano un elemento marginale, ora diventano il mezzo principale con cui la musica si presenta e diventa cacofonica.
Vengono riproposti campionamenti già usati in album precedenti, come Goodnight, my beautiful di Russ Morgan, modificati in modo da renderli dei ricordi confusi e appena riconoscibili.
L’album è composto da 4 tracce da circa 20 minuti ciascuna la cui musica distrugge l’ambiente, composto da big band e nostalgia, presentato nei tre precedenti stage. Tutte le tracce tranne una sono intitolate Post awareness confusions.
La musica, che varia da parti composte da un solo campionamento per diversi minuti a improvvisi cambi di tempo, è stata paragonata all’album ambient 94 Diskont del gruppo tedesco Oval.

### Stage 5
Negli ultimi stage la musica cambia più velocemente che nei primi tre. In particolare, nel quinto album le melodie passano in secondo piano e vengono sostituite da una grande quantità di campionamenti che risuonano insieme e che spesso diventano rumori indistinguibili.
Questa scelta stilistica dovrebbe rispecchiare il modo in cui l’Alzheimer trasforma i processi mentali di un malato. 
Anche in questo caso, titoli come Stage 5 Advanced plaque entanglements e Synapse retrogenesis riguardano le cause della condizione del paziente.
Nella traccia K1 - Advanced plaque entanglements è presente un breve momento di lucidità mentale che viene però immediatamente soppiantato dal caos.
In questo album, in cui si alternano momenti calmi a parti veloci e ingarbugliate, Kirby utilizza più che nei suoi lavori precedenti delle voci umane.
Verso la fine della prima traccia (K1 - Stage 5 Advanced plaque entanglements) è possibile sentire anche un assolo di mandolino.

### Stage 6
Unico album senza descrizione, anche questo è composto da 4 tracce da circa 20 minuti l’una.
L’album è composto per lo più da rumori bianchi continui, interrotti a volte da esplosioni. Il suono viene definito "inquietante, ripetitivo e confuso". A differenza degli altri album è praticamente assente una qualsiasi forma musicale e si può parlare più propriamente di rumorismo.
Rispetto ai due album precedenti non abbiamo più titoli cinici ma, avvicinandoci alla fine, titoli che restituiscono la realtà della situazione, come A brutal bliss beyond this empty defeat, Place in the world fades away.
A differenza dello stage 5, in cui il paziente cerca disperatamente di recuperare i ricordi senza riuscirci, in questo stadio la malattia ha compromesso definitivamente le sue abilità cognitive.
Nell’ultima parte di Place in the world fades away si sente un coro di voci bianche, campionato dalla Passione secondo Luca di Bach, presente anche nel primo album di The Caretaker come Friends past reunited, che rappresenta un cerchio che si chiude e la morte del personaggio. 
Il coro rappresenta il fenomeno della lucidità paradossale (o lucidità terminale), che si verifica sul punto di morte nei malati di demenza. Consiste in un momento in cui gli effetti della malattia cessano per fare spazio a un momento di chiarezza.
Finito il momento di lucidità finiscono anche le sofferenze e l’album si conclude con un minuto di silenzio per il paziente, in segno di rispetto per la sua morte.

## Produzione
Dopo il successo ricevuto per An empty bliss beyond this world, Kirby decide di proseguire e trattare le fasi della demenza, nonostante all’inizio non avesse in programma un altro progetto sotto il nome di The Caretaker. Per documentarsi sulla malattia, ha dichiarato di aver fatto ricerche sui libri e online. La ricerca online è stata importante anche per i campionamenti, permettendo di trovare diverse versioni di una stessa canzone, cosa essenziale ai fini del progetto.
Durante la produzione, Kirby si trovava a Cracovia, dove si era trasferito.
Dall’inizio del progetto, l’autore ha composto in media due brani al giorno selezionandone poi 50, il numero complessivo delle tracce dei 6 album. È stato usato anche materiale di vecchi progetti di The Caretaker. Le tracce scartate per il progetto finale sono state rilasciate nel 2019 in un album: Everywhere, an empty bliss. Le copertine degli album sono state realizzate dall’artista Ivan Seal, già collaboratore di Kirby per l’album An empty bliss beyond this world.

### Influenze musicali
La musica di Everywhere at the end of time è stata paragonata a quella di William Basinski, anche se Kirby stesso, pur ammirando il compositore, ha rifiutato il paragone.
In particolare la musica dello stage 5 è stata paragonata a quella dei musicisti John Weise, Burial e Merzbow, compositori del genere hauntology, anche per l’uso della cacofonia.
In un’intervista, l’autore ha dichiarato di essersi ispirato a John Cage.

## Tracce

### Stage 1
1. A1 - It's just a burning memory – 3:32
2. A2 - We don't have many days – 3:30
3. A3 - Late afternoon drifting – 3:35
4. A4 - Childishly fresh eyes – 2:58
5. A5 - Slightly bewildered – 2:01
6. A6 - Things that are beautiful and transient – 4:34
7. B1 - All that follows is true – 3:31
8. B2 - An autumnal equinox – 2:46
9. B3 - Quiet internal rebellions – 3:30
10. B4 - The loves of my entire life – 4:04
11. B5 - Into each others eyes – 4:36
12. B6 - My heart will stop in joy – 2:41

Durata totale: 41:18

### Stage 2
1. C1 - A losing battle is raging – 4:37
2. C2 - Misplaced in time – 4:42
3. C3 - What does it matter how my heart breaks – 2:37
4. C4 - Glimpses of hope in trying times – 4:43
5. C5 - Surrendering to despair – 5:03
6. D1 - I still fell as though I am me – 4:07
7. D2 - Quiet dusk coming early – 3:36
8. D3 - Last moments of pure recall – 3:52
9. D4 - Denial unravelling – 4:16
10. D5 - The way ahead feels lonely – 4:15

Durata totale: 41:48

### Stage 3
1. E1 - Back there Benjamin – 4:14
2. E2 - And heart breaks – 4:05
3. E3 - Hidden sea buried deep – 1:20
4. E4 - Libet's all joyful camarderie – 3:12
5. E5 - To the minimal great hidden – 1:41
6. E6 - Sublime beyond loss – 2:10
7. E7 - Bewildered in other eyes – 1:51
8. E8 - Long term dusk glimpses – 3:33
9. F1 - Gradations of arms length – 1:31
10. F2 - Drifting time misplaced – 4:15
11. F3 - Internal bewildered World – 3:29
12. F4 - Burning despair does ache – 2:37
13. F5 - Aching cavern without lucidity – 1:19
14. F6 - An empty bliss beyond this world – 3:36
15. F7 - Libet delay – 3:57
16. F8 - Mornful cameraderie – 2:39

Durata totale: 45:29

### Stage 4
1. G1 - Stage 4 Post awareness confusions – 22:09
2. H1 - Stage 4 Post awareness confusions – 21:53
3. I1 - Stage 4 Temporary bliss state – 21:01
4. J1 - Stage 4 Post awareness confusions – 22:16

Durata totale: 87:19

### Stage 5
1. K1 - Stage 5 Advanced plaque entanglements – 22:35
2. L1 - Stage 5 Advanced plaque entanglements – 22:48
3. M1 - Stage 5 Synapse retrogenesis – 20:48
4. N1 - Stage 5 Sudden time regression into isolation – 22:08

Durata totale: 88:19

### Stage 6
1. O1 - Stage 6 A confusion so thick you forget forgetting – 21:52
2. P1 - Stage 6 A brutal bliss beyond this empty defeat – 21:36
3. Q1 - Stage 6 Long decline is over – 21:09
4. R1 - Stage 6 Place in the world fades away – 21:19

Durata totale: 85:56

## Distribuzione
Tutti gli album, insieme alle note dell’autore, sono disponibili sulla pagina Bandcamp di The Caretaker e sul suo canale YouTube. Sono state pubblicate, a metà e a opera compiuta, anche copie fisiche in formato di Cd e vinili.